# Catedral de Río de Janeiro
La Catedral Metropolitana de Río de Janeiro, oficialmente Catedral de San Sebastián de Río de Janeiro, (en portugués: Catedral Metropolitana do Rio de Janeiro, Catedral de São Sebastião do Rio de Janeiro) es una catedral católica brasileña ubicada en Río de Janeiro y sede de la arquidiócesis de la ciudad. Dedicada a San Sebastián, patrono de Río de Janeiro, fue construida entre 1964 y 1979 para reemplazar a una serie de viejas iglesias que habían servido como catedrales desde la creación de la Arquidiócesis en 1676. Se encuentra en el centro de un amplio parque ubicado en el barrio Centro de la Zona Central de la ciudad.  

## Arquitectura
Es un edificio modernista diseñado por Edgar de Oliveira da Fonseca en el centro de la ciudad, sobre la avenida República de Chile. Tiene una forma cónica con 96 metros de diámetro interno y una altura total de 75 metros. Está inspirada en las pirámides de Centroamérica y combina en su diseño una planta circular con un techo en el que destaca una cruz griega
Posee cuatro vitrales que proyectan la cruz griega desde el techo hasta el suelo. Cada uno se refieren a uno de los atributos de la Iglesia: Una, Santa, Católica y Apostólica. Cuenta también con una cruz monumental de madera, sostenida por cables que apuntan alos cuatro puntos cardinales. Algunas de sus esculturas son del paulista Humberto Cozzo.